# Ігнатув (Люблінське воєводство)
Ігнатув (пол. Ignatów) — село в Польщі, у гміні Камінь Холмського повіту Люблінського воєводства. Населення — 96 осіб (2011).

## Історія
За даними етнографічної експедиції 1869—1870 років під керівництвом Павла Чубинського, у селі здебільшого проживали українськомовні греко-католики, меншою мірою — польськомовні римо-католики.
У 1975—1998 роках село належало до Холмського воєводства.

## Демографія
Демографічна структура станом на 31 березня 2011 року:
|          | Загалом | Допрацездатний вік | Працездатний вік | Постпрацездатний вік |
| -------- | ------- | ------------------ | ---------------- | -------------------- |
| Чоловіки | 47      | 13                 | 31               | 3                    |
| Жінки    | 49      | 6                  | 28               | 15                   |
| Разом    | 96      | 19                 | 59               | 18                   |